# Lars Møller (jazzmusiker)
 Der er flere personer med dette navn, se Lars Møller.
Lars Møller (født 17. september 1966) er en dansk jazzsaxofonist (tenorsaxofon) og orkesterleder.
Studerede hos Dave Liebman 1985-89.
Han har udgivet 7 cd'er i eget navn, heraf 5 med Lars Møller Group, som eksisterede fra 1995 til 2001 og spillede en form for mestendels akustisk fusion med elementer fra amerikansk og skandinavisk jazz og indisk klassisk musik.
Blandt musikerne på hans soloplader er Jimmy Cobb og Niels-Henning Ørsted Pedersen
Lars Møller har i en årrække spillet i Danmarks Radios Big Band. Han har samarbejdet med Jomi Massage på CD'en Skandinaviske klagesange, (2006)
I 2006 modtog han Statens Kunstfonds 3-årige legat.
I 2012 overtog Lars Møller rollen som kunstnerisk leder i det daværende Klüvers Big Band fra Jens Klüver. Bigbandet skiftede i den forbindelse navn til Aarhus Jazz Orchestra. Under Møllers ledelse opførte orkestret bl.a. den af Møller nykomponerede Rewrite Spring, inspireret af Sacre du Printemps af Stravinsky, som senere blev udgivet på CD, og trompetisten Jakob Buchanans værk Requiem i samarbejde med Aarhus Domkirkes Kor.
Lars Møller fratrådte d. 1. oktober 2015 stillingen som kunstnerisk leder for orkestret, for at fokusere på sit arbejde som komponist og udøvende musiker.